# Castrul roman de la Islaz (2)
Castrul se află în localitatea Islaz, județul Teleorman, în punctul "Vedea", la S de sat, fiind acoperit de apele Dunării.